# Presidio (Texas)
Presidio es una ciudad ubicada en el condado de Presidio en el estado estadounidense de Texas. En el Censo de 2010 tenía una población de 4426 habitantes y una densidad poblacional de 664,42 personas por km².
Se ubica al norte del Río Bravo, y es colindante con la ciudad fronteriza mexicana de Ojinaga, Chihuahua. 
Presidio se ubica en el río Bravo, la Carretera 170 y la Autopista 67, a 18 millas al sur de Shafter en el sureño Condado de Presidio, a 240 millas de El Paso, Texas, que es la ciudad más cercana.
La Entrada al Pacífico es una ruta que se extiende dentro de México y cruza a través de este pueblo fronterizo que ha visto un incremento en su actividad de construcción. La ruta viaja a Midland/Odessa, donde conecta a la Autopista Interestatal 20.
Tiene el Consulado de México en Presidio.
El Distrito Escolar Independiente de Presidio gestiona las escuelas.

## Toponimia
Su nombre procede del presidio Junta de los Ríos (1760) fundado en la vecina Ojinaga (México) en la orilla opuesta del río para la seguridad y administración de la región, en época española. En época mexicana el presidio cambió su nombre a presidio del Norte. 
El año de 1683 en el escudo de Presidio hace referencia a la visión epifánica del jumano Juan Sabeata que propició la fundación de la misión de La Navidad de las Cruces.

## Historia
La confluencia de los ríos Conchos y Bravo ha estado poblada desde la antiguedad. Los hallazgos arqueológicos han encontrado evidencias de poblamiento de los indios Pueblo o indios de La Junta desde el siglo XII. Las expediciones españolas que exploraron este vado histórico del río Grande fueron las de Álvar Núñez Cabeza de Vaca (1535), Antonio de Espejo (1582). A orillas del río Bravo se encontraban cinco pueblos de indios jumanos. En 1683, la visión epifánica de una cruz en llamas en los montes por el jumano Juan Sabeata propició la fundación de la misión franciscana de La Navidad en Las Cruces y otras cuatro misiones, cuya localización exacta no ha podido determinarse. Estas misiones fueron San Francisco de los Julimes, San Antonio de los Puliques, Apostol Santiago y Santa María de la Redonda.
Para garantizar la seguridad de los indios de las misiones y las rancherías se estableció en 1760 el presidio de Junta de los Ríos en la vecina Ojinaga con una guarnición de sesenta soldados. El Barrio del Cementerio de los Lipanes, situado en el centro de Presidio,  data de 1790 surgido de la alianza de los lipanes con los españoles .
Tras la independencia de Texas se establecieron en torno a Presidio colonos estadounidenses como John Spencer, propietario de un rancho equino, o Ben Leaton y Milton Faver, quienes edificaron fuertes civiles. Las tensiones entre los indios y los tejanos dieron lugar sucesivos enfrentamientos. La población de Presidio quedó prácticamente arrasada por un ataque comanche en 1849. El ganado fue saqueado nuevamente en 1850. El primer colegio público data de 1887.
En 1914 Presidio acogió a hasta 2.000 mexicanos, civiles y militares, que huyeron del ataque del ejército de Pancho Villa a Ojinaga. Estos fueron trasladados a camp Marfa y después a fort Bliss (El Paso). El puente ferroviario internacional Presidio–Ojinaga de la Kansas City, Mexico and Orient Railway data de 1830. La población de Presidio en 1925 era de 96 vecinos, de 1671 en 1988 y de 3422 en 1990. Fue incorporada en 1980 siendo Herb Myers su primer alcalde. El puente internacional Presidio–Ojinaga International data de 1986. La principal fuente de riqueza es su condición de localidad fronteriza, su distrito educativo y el comercio.

## Geografía
Presidio se encuentra ubicada en las coordenadas 29°33′37″N 104°21′55″O / 29.56028, -104.36528. Según la Oficina del Censo de los Estados Unidos, Presidio tiene una superficie total de 6.66 km², de la cual 6.66 km² corresponden a tierra firme y 0 km² (0 %) es agua.

## Demografía
Según el censo de 2010, había 4426 personas residiendo en Presidio. La densidad de población era de 664,42 hab./km². De los 4426 habitantes, Presidio estaba compuesto por el 84.86 % blancos, el 0.61 % eran afroamericanos, el 0.38 % eran amerindios, el 1.67 % eran asiáticos, el 0 % eran isleños del Pacífico, el 10.96 % eran de otras razas y el 1.51 % pertenecían a dos o más razas. Del total de la población el 93.79 % eran hispanos o latinos de cualquier raza.